# Surhetsreglerande medel
Surhetsreglerande medel är en grupp av livsmedelstillsatser som reglerar eller ändrar ett livsmedels alkalinitet eller surhet. Ett exempel är citronsyra med E-nummer E 330. 